# Palawanwoltimalia
De palawanwoltimalia (Ptilocichla falcata) is een vogelsoort uit de familie van de Pellorneidae. De soort komt alleen voor op de Filipijnse eilanden Palawan en Balabac.

## Kenmerken
De palawanwoltimalia wordt inclusief staart zo'n 19,5 centimeter met een vleugellengte van zo'n 8,0 cm. De mannetjes zijn wat groter dan de vrouwtjes. Deze timalia is daarmee van gemiddelde grootte. De mannetjes en vrouwtjes van de soort lijken sterk op elkaar. De vleugels, staart en kruin van deze soort zijn kastanjebruin. Aan de zijkant van de kop van de wang tot achter in de nek loopt een opvallende kaneelkleurige streep. De keel is wit. De veren op de rug, borst en buik zijn zwart met witte strepen in lengterichting. Het bovenste deel van de snavel is zwartbruin en het onderste deel grijs. De ogen zijn roodbruin en de poten donkerbruin.

## Verspreiding en leefgebied
De palawanwoltimalia is een moeilijk waar te nemen vogelsoort. Er zijn van deze soort alleen exemplaren waargenomen op de eilanden Palawan en Balabac. Het leefgebied is primair regenwoud maar ook in de ondergroei van secundair bos tot op een hoogte van zo'n 1350 m boven zeeniveau. De vogel verblijft vooral op de bosbodem en in de ondergroei, vaak in de buurt van beken en in rotsspleten.

## Status
De palawanwoltimalia heeft een beperkt verspreidingsgebied en daardoor is de kans op uitsterven aanwezig. De grootte van de populatie werd in 2016 door BirdLife International geschat op 15 tot 30 duizend individuen en de populatie-aantallen nemen af door habitatverlies. Het leefgebied wordt aangetast door ontbossing waarbij natuurlijk bos wordt omgezet in gebied voor agrarisch gebruik en mijnbouwactiviteiten. Om deze redenen staat deze soort als kwetsbaar op de Rode Lijst van de IUCN.